# Чернышёва, Екатерина Андреевна
Графиня Екатерина Андреевна Чернышёва (урождённая Ушакова; 22 октября 1715 — 25 сентября 1779) — фрейлина, дочь графа А. И. Ушакова; сводная сестра генерал-фельдмаршала С. Ф. Апраксина; жена дипломата графа П. Г. Чернышёва; мать графини Д. П. Салтыковой и княгини Н. П. Голицыной.

## Биография

### Происхождение
Екатерина была единственным ребёнком генерал-аншефа графа Андрея Ивановича Ушакова от второго брака его с вдовой Еленой Леонтьевной Апраксиной, в девичестве Кокошкиной. Граф Ушаков был одним из фаворитов Петра I, за доблестную службу получил в дар многочисленные поместья и, через ходатайство самого царя, добился руки богатой вдовы с хорошим положением в обществе, г-жи Апраксиной. В течение всего царствования императрицы Анны он был главой Тайной канцелярии и имел большое влияние при дворе.

### Молодые годы
Жестокий и беспощадный начальник, «заплечных дел мастер» Ушаков был нежным отцом и страстно обожал свою единственную дочь и звал её «сердцем своим». Екатерина росла в роскоши и любви, получила хорошее домашнее образование. Совсем девочкой была взята ко двору. В правление императрицы Анны Иоанновны, 18 апреля 1730 года, была пожалована в штац-фрейлины.
В молодости Екатерина Андреевна была большой приятельницей герцогини Мекленбургской Анны Леопольдовны, будущей правительницы. Влиянием её на герцогиню хотел воспользоваться Бирон, желавший расстроить предполагавшийся её брак с герцогом Антоном Ульрихом Брауншвейгским и выдать её за своего сына Петра. Следуя наущению временщика, Екатерина Андреевна старалась всячески расхваливать герцога Петра перед Анной Леопольдовной. Но результат получился противоположным. Анна Леопольдовна ненавидела Биронов, бестолковые речи подруги её изумляли и возмущали, и она поспешила дать своё согласие герцогу Брауншвейгскому.

### Замужество
26 мая 1738 года Екатерина вступила в супружество с действительным тайным советником графом Петром Григорьевичем Чернышёвым. Свадьба состоялась при дворе, с большой пышностью. Венчались молодые в придворной церкви, невесту в церковь препровождали цесаревна Елизавета Петровна и принцесса Анна Леопольдовна, к алтарю её вел принц Карл Курлядский. В своих записках граф Г. П. Чернышёв записал о свадьбе сына:
…По окончании венчания новобрачные их высочествами государынями цесаревною и принцессою, и их светлостей обоих курляндских и семигальских принцов обратно приведены в покои её императорского величества, где новобрачным и присутствующим при том здешним и иностранным министрам представлен был учрежденной стол с совершенным удовольствием; после стола начался бал и продолжался до 9-го часу пополудни; по окончании оного новобрачные от её императорского величества всемилостивейше отпущены… В 4-м часу пополудни, был бал, где в присутствии изволила быть своею особою её императорское величество и государыня цесаревна Елисавет Петровна и принцесса Анна, и его светлость герцог и герцогиня курляндские и семигальские с своею фамилиею, здешние и иностранные министры, и продолжался до 9-го часу. 

А на третий день изволили обедать у молодых их высочество государыня цесаревна Елисавет Петровна и принцесса Анна; курляндской и семигальской принц Петр, её императорского величества конной лейб-гвардии подполковник и его светлость принц Гесенгомбурской с фамилиею, придворные и российские и иностранные кавалеры и дамы, и после стола был бал, и продолжался до 11-го часа. Во всем выше объявленном от её императорского величества к новобрачным показана особливая матерьная милость; на другой день новобрачные ездили к её императорскому величеству и приняты милостиво, и её императорское величество изволила пожаловать крестника своего благословить образом Казанской Богородицы.
Чернышёв был человеком умным, талантливым и благодаря тестю сделал блестящую карьеру. Супруги перебывали почти во всех столицах Европы. В начале 1741 года в правление Анны Леопольдовны Чернышёв был назначен чрезвычайным посланником к датско-норвежскому двору, а вскоре был переведён в Пруссию. Вместе с мужем ездила по Европе и Екатерина Андреевна. В 1746 году при отъезде её к нему в Берлин последовало распоряжение Императрицы Елизаветы, чтобы она ни в каком случае не целовала руки у принцессы Цербстской, матери будущей великой княгини Екатерины Алексеевны.

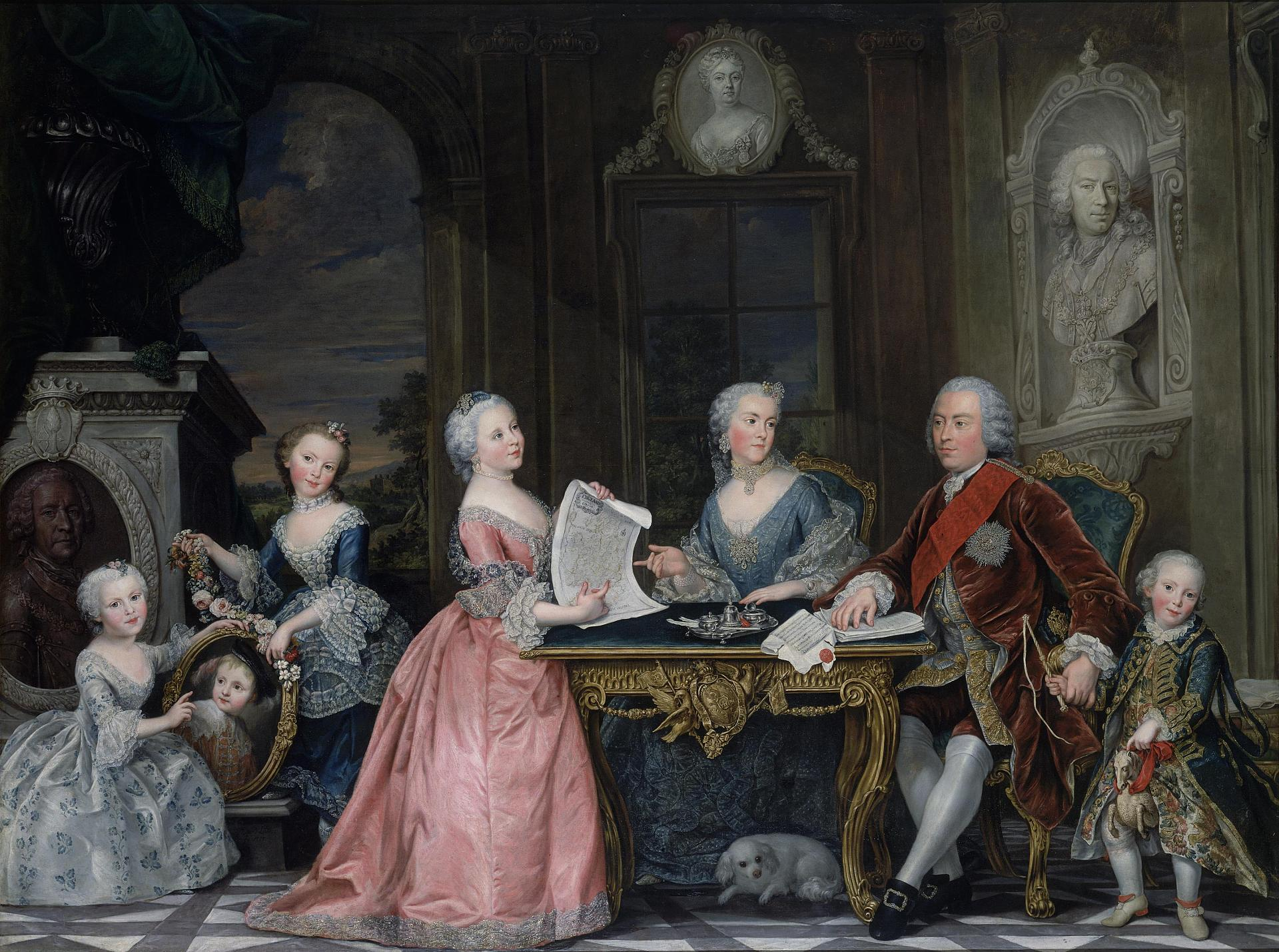
Графиня Екатерина Алексеевна с мужем и детьми

В том же году императрица послала Чернышёва в Лондон, где он представлял Россию в течение десяти лет, в 1760 году граф получил назначение в Париж ко двору Людовика XV.
Продолжительным пребыванием за границей Екатерина Андреевна воспользовалась, чтобы дать своим дочерям блестящее европейское образование. С назначением в 1762 году Чернышёва сенатором, семья вернулась в Россию. Они поселились в Петербурге в особняке на Дворцовой наб., 16, который по наследству перешёл Екатерине Андреевне после смерти отца в 1747 году.
В нём графиня Чернышёва, овдовевшая в 1773 году, провела последние годы жизни и хотя держала открытым дом и принимала по-прежнему много иностранных дипломатов, но редко бывала в обществе и почти никогда не показывалась при дворе.
Скончалась Екатерина Андреевна 25 сентября 1779 года от апоплексического удара и была похоронена на Лазаревском кладбище Александро-Невской лавры.

## Дети
Супруги Чернышёвы имели 11 детей, 3 сына и 8 дочерей, среди них были близнецы, сын и дочь. Почти все дети умерли во младенчестве:
- Анна Петровна (1738 — октябрь 1756), умерла от тифа.
- Дарья Петровна (1739—1802), статс-дама, была замужем за генерал-фельдмаршалом графом И. П. Салтыковым (1730—1805).
- Наталья Петровна (1744—1837), фрейлина, прототип пушкинской «Пиковой дамы», была замужем за бригадиром князем В. Б. Голицыным, получила в 1806 году придворное звание статс-дамы, а в 1826 году — орден Св. Екатерины 1-й степ.
- Андрей Петрович, умер в младенчестве.
- Григорий Петрович (1746—1755), умер в Нарве, где Чернышёвы остановились по болезни детей по дороге из Англии в Петербург.
- Мария Петровна (1752 — октябрь 1767), умерла от оспы.

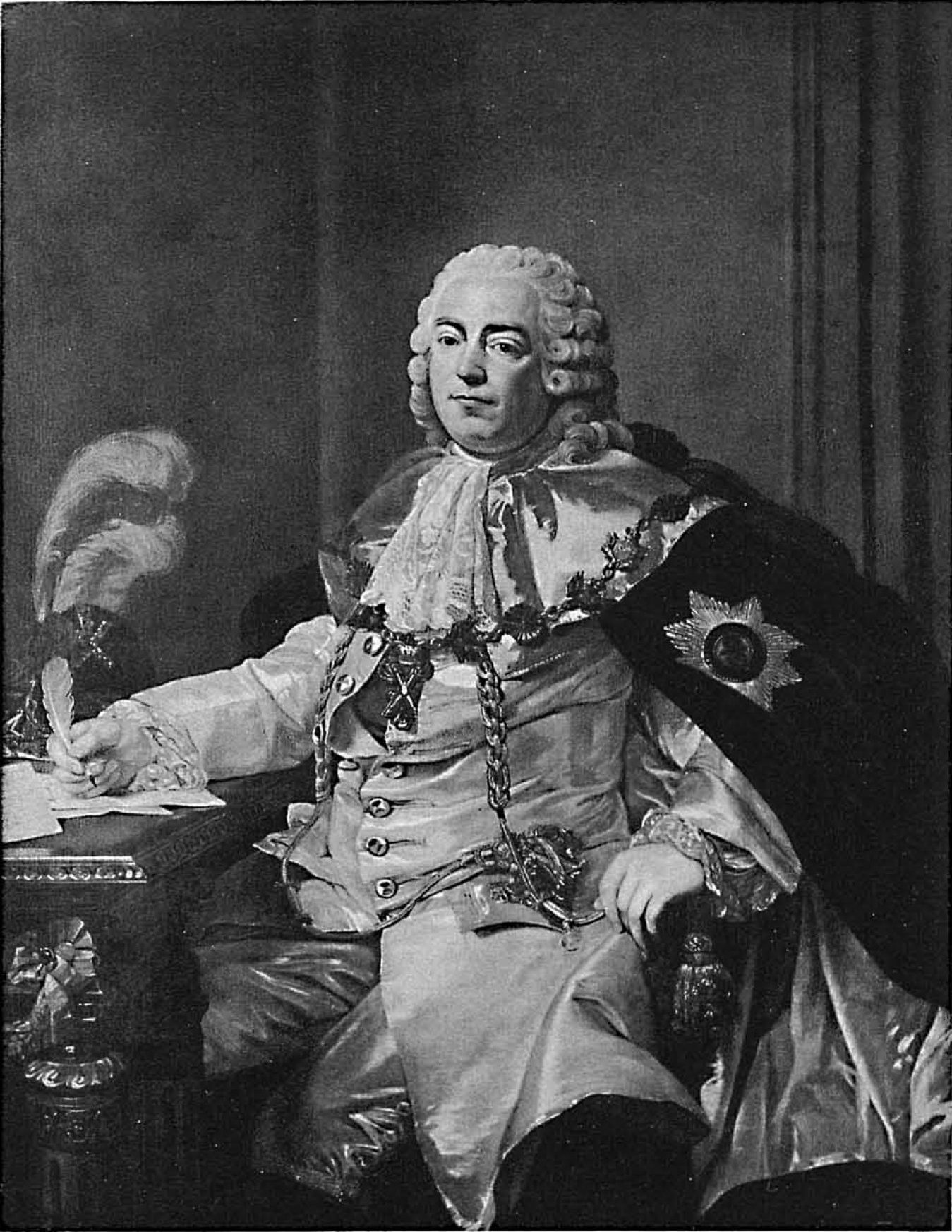
П. Г. Чернышёв
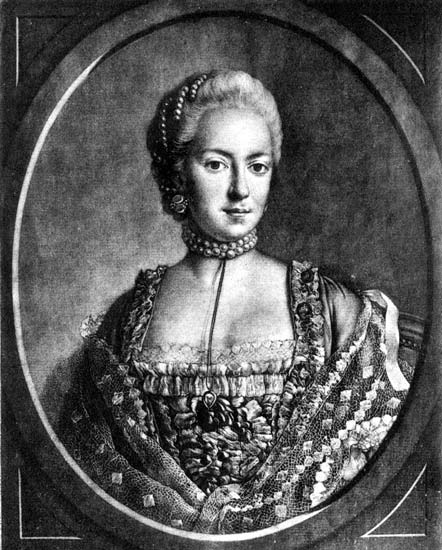
Дарья Петровна
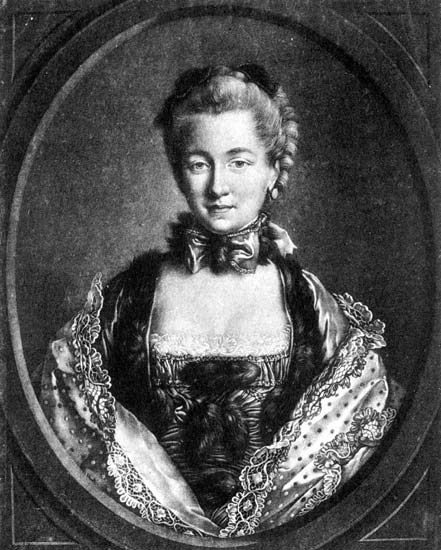
Наталья Петровна
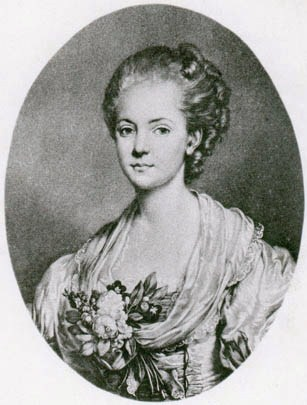
Мария Петровна

## Образ в кино
- «Виват, гардемарины!» (1991)